# 안계여자고등학교
안계여자고등학교는 대한민국 경상북도 의성군 안계면에 있었던 공립 고등학교이다.

## 연혁
- 1962년 12월 31일 : 안계여자고등학교 설립 인가
- 1963년 3월 1일 : 개교 및 안계여자중학교 병설
- 2002년 3월 1일 : 폐교 및 안계고등학교 통폐합[1]

## 같이 보기
- 안계고등학교